# مخطط صندوق (إحصاء وصفي)
في علم الإحصاء الوصفي مخطط الصندوق وطرفيه أو مخطط الصندوق أو الرسم الصندوقي (بالإنكليزية Box plot أو Box and Whisker plot) هو طريقة للتمثيل البياني لمجموعة من القيم العددية لعينة احصائية من خلال تمثيل القيم الإحصائية الخمس المحددة للعينة وهي: القيمة الصغرى ، الرُبيع الأدنى Q1, الوسيط Q2، الرُبيع الأعلى Q3، والقيمة العظمى. ويمكن لمخطط الصندوق أن يشير أيضاً إلى قراءات العينة التي تم اعتبارها قيماً شاذّة.
يظهر التمثيل البياني بالصندوق وطرفيه الاختلافات بين جمهرات مختلفة من دون الأخذ بأي من فرضيات التوزع الاحتمالي لهذه الجمهرات بمعنى اخر هو تمثيل للقيم الحقيقية للعينة وليس تمثيلا لقيم مستنتجة من توزيع الاحتمال للجمهرات.
عند تمثيل مجموعة القيم الرقمية بهذه الطريقة، تظهر المسافات المختلفة في الصندوق الخاص بالمجموعة مميزات هذه المجموعة مثل درجة التشتت أو النزعة المركزية للقيم، ودرجة الالتواء في العينة، كما تمكن من تحديد القيم الشاذة. يمكن رسم الصندوق بشكل أفقي أو عامودي.

## مثال تطبيقي
لتكن لدينا مجموعتين عدديتين تمثلان عينتين احصائيتين، ونريد تمثيلهما بطريقة مخطط الصندوق:

مثال توضيحي عن كيفية تمثيل عينات إحصائية أو مجموعات قيم عددية بطريقة مخطط الصندوق

عينة رقم 1 = {19،16،25،21،17،12،4،9،3،3،19،5،27،6}
عينة رقم 2 = {17،4،6،38،48،6،11،29،29،6،33،44،3،17}
يمثل الشكل الظاهر جانبا التمثيل بطريقة مخطط صندوق للعينتين السابقتين وللقيام بذلك يجب تحديد السمات أو القيم الإحصائية الخمس المذكورة في المقدمة لكل من العينتين كما يلي:
القيمتان الصغرى و العظمى للعينة الأولى هما 3 ، 27
القيمتان الصغرى و العظمى للعينة الثانية هما 3 ، 48
الوسيط للعينة الأولى = 14
الوسيط للعينة الثانية = 17
الرتبة المئينية الخامسة و العشرون (الربيع الأول) للعينة الأولى = 4.75
الرتبة المئينية الخامسة و العشرون (الربيع الأول) للعينة الثانية = 6
الرتبة المئينية الخامسة و السبعون للعينة الأولى (الربيع الثالث) = 19.5
الرتبة المئينية الخامسة و السبعون للعينة الثانية(الربيع الثالث) = 34.25
يتم تمثيل هذه القيم على المخطط كما في الشكل المرفق.

## تفاوتات في طريقة تمثيل المخطط الصندوق
يوجد هنالك تفاوتات بسيطة في دلالات التمثيل بمخطط الصندوق لبعض الطرق لذلك يفضل توضيح المبدأ المتبع في التمثيل لتعريف القارئ على دلالة المخطط من غير لبس. مبدئيا لا يوجد اختلاف على أن الصندوق ذاته لا تختلف دلالته من طريقة لأخرى فهو دائما يشير إلى الرُبيع الأول والوسيط والرُبيع الثالث. أما عن دلالتي طرفي الصندوق أو العارضتين العليا و السفلى فيوجد مجموعة من الدلالات تتفاوت في شهرة استعمالها، فقد تشير العارضتان إلى أحد القيم التالية:
- القيمة العظمى و الصغرى كما في مثالنا السابق[1]
- أكبر وأصغر قيمة في مجموعة القيم واللتان تقعان ضمن 1.5 x المجال الربعي أعلى وأسفل الربيعين الثالث والأول.
- انحراف معياري واحد أعلى وأسفل الرُبيعين الثالث والأول.
- المئين التاسع و الواحد والتسعون.
- المئين الثاني و الثامن والتسعون.